# Pink (Musikerin)/Auszeichnungen für Musikverkäufe

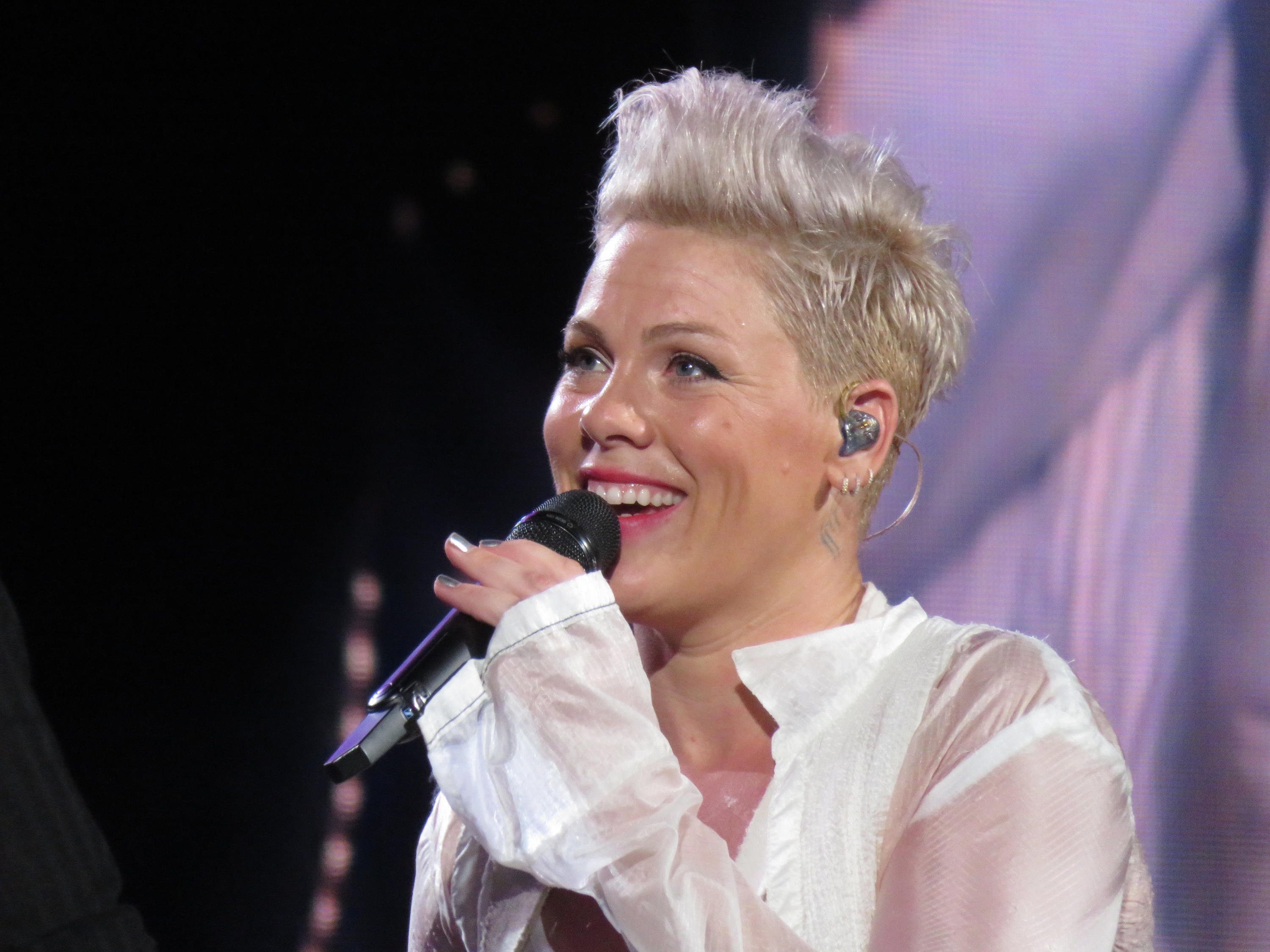
Pink (2019)

Dies ist eine Übersicht über die Auszeichnungen für Musikverkäufe der US-amerikanischen Pop-Sängerin P!nk. Die Auszeichnungen finden sich nach ihrer Art (Gold, Platin usw.), nach Staaten getrennt in chronologischer Reihenfolge, geordnet sowie nach den Tonträgern selbst in alphabetischer Reihenfolge, getrennt nach Medium (Alben, Singles usw.), wieder.

## Auszeichnungen
| - Frankreich - 2001: für die Single Lady Marmalade - Kroatien - 2005: für das Album M!ssundaztood - Vereinigtes Königreich - 2017: für die Single Family Portrait - 2018: für die Single There You Go - 2020: für die Single Stupid Girls - 2020: für die Single Funhouse - 2020: für das Lied Revenge - 2021: für die Single Trouble - 2021: für die Single Can We Pretend - 2021: für die Single Leave Me Alone (I’m Lonely) - 2023: für die Single Hurts 2B Human - 2024: für das Lied Won’t Back Down - 2024: für die Single When I Get There - Argentinien - 2003: für das Album M!ssundaztood - Australien - 2001: für die Single You Make Me Sick - 2003: für die Single Feel Good Time - 2009: für das Album Missundaztood / Can’t Take Me Home - 2017: für die Single Setting The World On Fire - 2017: für die Single Waterfall - 2018: für die Single Nobody Knows - 2019: für die Single A Million Dreams - 2023: für die Single Trustfall - 2023: für die Single Are We All We Are - 2023: für die Single ’Cuz I Can - 2023: für die Single Glitter in the Air - 2023: für die Single God Is a DJ - 2023: für die Single Hustle - 2023: für die Single Love Me Anyway - 2023: für die Single Never Gonna Not Dance Again - 2023: für die Single Secrets - 2023: für die Single Whatever You Want - 2023: für das Lied Barbies - 2023: für das Lied But We Lost It - 2023: für das Lied I Am Here - 2023: für das Lied Slut Like You - 2023: für das Lied Where We Go - 2023: für das Lied Wild Hearts Can’t Be Broken - 2023: für das Album Trustfall - 2024: für das Lied Won’t Back Down - Belgien - 2002: für die Single Get the Party Started - 2002: für das Album M!ssundaztood - 2009: für die Single So What - 2011: für das Album Greatest Hits … So Far!!! - 2013: für die Single Try - 2023: für die Single Never Gonna Not Dance Again - 2023: für die Single Trustfall - 2024: für das Album Trustfall - Brasilien - 2003: für das Album M!ssundaztood - 2021: für das Album Beautiful Trauma - 2021: für das Album Greatest Hits … So Far!!! - 2021: für die Single Beautiful Trauma - 2021: für die Single Please Don’t Leave Me - 2021: für die Single Sober - 2021: für die Single True Love - 2021: für die Single Who Knew - 2021: für die Single Can We Pretend - 2021: für die Single Hurts 2B Human - 2021: für das Album Funhouse - 2024: für die Single Lady Marmalade - Dänemark - 2001: für die Single Lady Marmalade - 2007: für das Album I’m Not Dead - 2007: für die Single U + Ur Hand - 2009: für die Autorenbeteiligung Whataya Want from Me (Adam Lambert) - 2010: für die Single Please Don’t Leave Me - 2011: für das Streaming F**kin’ Perfect - 2011: für die Single F**kin’ Perfect - 2011: für das Streaming Raise Your Glass - 2012: für die Single Sober - 2012: für das Streaming Blow Me (One Last Kiss) - 2013: für die Single Try - 2014: für das Streaming True Love - 2019: für das Album Beautiful Trauma - 2021: für die Single Lady Marmalade - 2023: für die Single Just Like Fire - 2023: für die Single Never Gonna Not Dance Again - 2024: für die Single Who Knew - 2025: für die Single One Too Many - Deutschland - 2002: für die Single Get the Party Started - 2009: für die Single Sober - 2009: für die Autorenbeteiligung Whataya Want from Me (Adam Lambert) - 2011: für die Single Raise Your Glass - 2012: für die Single U + Ur Hand - 2013: für das Videoalbum The Truth About Love - Live from Melbourne - 2014: für die Single Bridge of Light - 2022: für die Single Cover Me in Sunshine - 2022: für die Single Who Knew - 2023: für die Single Please Don’t Leave Me - 2023: für die Single F**kin’ Perfect - 2023: für die Single Blow Me (One Last Kiss) - 2023: für die Single Just Like Fire - 2023: für die Single Walk Me Home - 2024: für die Single Trustfall - 2025: für das Album Trustfall - Finnland - 2003: für das Album M!ssundaztood - 2006: für das Album I’m Not Dead - 2009: für die Single So What - 2012: für das Album The Truth About Love - 2013: für die Single Try - 2013: für die Single Just Give Me a Reason - Frankreich - 2002: für die Single Get the Party Started - 2007: für das Videoalbum Pink: Live from Wembley Arena - 2011: für das Album Greatest Hits … So Far!!! - 2013: für die Single Just Give Me a Reason - 2022: für das Album Hurts 2B Human - 2022: für die Single Walk Me Home - 2024: für das Album All I Know So Far: Setlist - 2024: für das Album Trustfall - 2025: für die Single All Out of Fight - GCC - 2009: für das Album Funhouse - Griechenland - 2001: für die Single Lady Marmalade - Italien - 2013: für die Single Raise Your Glass - 2014: für die Single True Love - 2016: für die Single Just Like Fire - 2019: für die Single So What - 2023: für die Single Lady Marmalade - Japan - 2014: für die Single Stupid Girls (Digital) - 2014: für die Single F**kin’ Perfect (Digital) - Kanada - 2006: für die Single Stupid Girls - 2020: für die Single Can We Pretend - 2021: für das Lied Revenge - 2021: für die Single Love Me Anyway - 2021: für die Single Dear Mr. President - 2021: für die Single Don’t Let Me Get Me - 2021: für die Single Family Portrait - 2021: für die Single I Don’t Believe You - Mexiko - 2013: für die Single Blow Me (One Last Kiss) - 2021: für die Single Just Like Fire - Neuseeland - 2000: für die Single There You Go - 2000: für die Single Most Girls - 2004: für das Album Try This - 2008: für die Single Leave Me Alone (I’m Lonely) - 2009: für die Autorenbeteiligung Whataya Want from Me (Adam Lambert) - 2011: für die Single F**kin’ Perfect - 2012: für das Videoalbum Pink: Live from Wembley Arena - 2020: für die Single U + Ur Hand - 2020: für die Single Can We Pretend - 2021: für die Single Setting The World On Fire - 2021: für die Single Hurts 2B Human - 2022: für die Single Family Portrait - 2022: für die Single Whatever You Want - 2022: für die Single A Million Dreams - 2023: für das Album All I Know So Far: Setlist - 2023: für die Single All I Know So Far - 2024: für die Single Secrets - 2024: für die Single Never Gonna Not Dance Again - Niederlande - 2007: für das Album I’m Not Dead - Norwegen - 2002: für die Single Just Like a Pill - 2003: für das Album Try This - 2003: für die Single Trouble - 2019: für die Single Walk Me Home - Österreich - 2001: für die Single Lady Marmalade - 2002: für die Single Get the Party Started - 2002: für die Single Just Like a Pill - 2008: für die Single So What - 2009: für die Single Sober - 2009: für die Single Please Don’t Leave Me - 2010: für das Album Greatest Hits … So Far!!! - 2011: für die Single U + Ur Hand - 2011: für das Videoalbum Live in Europe - 2013: für die Single Try - 2017: für das Album Beautiful Trauma - 2017: für die Single What About Us? - Polen - 2004: für das Album M!ssundaztood - 2009: für das Album Funhouse - 2023: für das Album Trustfall - 2023: für das Album Hurts 2B Human - Portugal - 2018: für die Single What About Us? - 2022: für die Single Try - Russland - 2003: für das Album Try This - Schweden - 2002: für die Single Don’t Let Me Get Me - 2002: für die Single Get the Party Started - 2007: für das Album I’m Not Dead - 2008: für die Single So What - 2010: für die Single Raise Your Glass - 2012: für das Album Greatest Hits … So Far!!! - 2021: für das Album Beautiful Trauma - 2021: für die Single Walk Me Home - Schweiz - 2001: für die Single Lady Marmalade - 2002: für die Single Get the Party Started - 2010: für die Single Please Don’t Leave Me - 2010: für die Single Sober - 2010: für die Autorenbeteiligung Whataya Want from Me (Adam Lambert) - 2011: für die Single Raise Your Glass - 2011: für das Album Greatest Hits … So Far!!! - 2013: für die Single Blow Me (One Last Kiss) - 2018: für die Single Beautiful Trauma - 2019: für die Single Walk Me Home - 2020: für das Album Hurts 2B Human - 2023: für die Single Never Gonna Not Dance Again - 2024: für das Album Trustfall - Spanien - 2013: für das Album The Truth About Love - 2013: für das Streaming Just Give Me a Reason - 2024: für die Single Lady Marmalade - 2024: für die Single So What - Ungarn - 2002: für das Album M!ssundaztood - 2009: für das Album Funhouse - 2011: für das Album Greatest Hits … So Far!!! - 2013: für das Album The Truth About Love - 2023: für die Single Trustfall - Vereinigte Staaten - 2000: für die Single There You Go - 2003: für die Videosingle Family Portrait / Don’t Let Me Get Me - 2006: für die Single Get the Party Started - 2006: für das Videoalbum Live in Europe - 2008: für die Single Stupid Girls - 2009: für das Videoalbum Pink: Funhouse Live in Australia - Vereinigtes Königreich - 2013: für das Album Pink 4 CD Boxset - 2013: für das Album Missundaztood / Can’t Take Me Home - 2018: für das Videoalbum The Truth About Love Tour: live from Melbourne - 2019: für das Album Hurts 2B Human - 2021: für die Single Sober - 2022: für die Single U + Ur Hand - 2022: für die Single True Love - 2023: für die Single One Too Many - 2023: für das Album Trustfall - 2024: für die Single All I Know So Far - 2024: für die Single Never Gonna Not Dance Again - 2024: für die Single Don’t Let Me Get Me - 2024: für die Single Cover Me in Sunshine | - Frankreich - 2003: für das Album M!ssundaztood - Australien - 2000: für die Single There You Go - 2009: für die Autorenbeteiligung Whataya Want from Me (Adam Lambert) - 2013: für die Single Guns and Roses - 2018: für die Single I Don’t Believe You - 2018: für das Album Pink 4 CD Boxset - 2019: für das Album Hurts 2B Human - 2023: für die Single All I Know So Far - 2023: für die Single Bridge of Light - 2023: für die Single Can We Pretend - 2023: für die Single Hurts 2B Human - 2023: für die Single Today’s The Day - 2023: für die Single Trouble - 2023: für das Lied Revenge - 2023: für die Single Walk of Shame - Belgien - 2001: für die Single Lady Marmalade - 2007: für das Album I’m Not Dead - 2009: für das Album Funhouse - 2013: für die Single Just Give Me a Reason - 2017: für die Single What About Us? - 2022: für die Single Cover Me in Sunshine - Brasilien - 2021: für die Single Blow Me (One Last Kiss) - 2021: für die Single F**kin’ Perfect - 2021: für die Single Raise Your Glass - 2021: für die Single Walk Me Home - 2021: für die Single Just Like Fire - Dänemark - 2009: für die Single So What - 2010: für das Album Funhouse - 2011: für das Album Greatest Hits … So Far!!! - 2013: für das Streaming Try - 2018: für die Single Just Give Me a Reason - 2019: für die Single What About Us? - 2022: für die Single Cover Me in Sunshine - 2023: für die Single Raise Your Glass - 2023: für die Single Walk Me Home - 2025: für die Single Beautiful Trauma - Deutschland - 2012: für die Single Dear Mr. President - 2012: für das Album Greatest Hits … So Far!!! - 2013: für die Single Try - 2014: für die Single So What - 2018: für das Album Beautiful Trauma - 2023: für die Single Lady Marmalade - Europa - 2003: für das Album Try This - Finnland - 2010: für das Album Funhouse - Frankreich - 2008: für das Album I’m Not Dead - 2009: für das Album Funhouse - 2010: für das Videoalbum Pink: Funhouse Live in Australia - 2013: für das Videoalbum The Truth About Love Tour: live from Melbourne - 2013: für das Album The Truth About Love - 2018: für das Album Beautiful Trauma - 2024: für die Single Trustfall - Irland - 2008: für das Album Funhouse - 2010: für das Album Greatest Hits … So Far!!! - 2012: für das Album The Truth About Love - Italien - 2013: für die Single Blow Me (One Last Kiss) - 2013: für das Album The Truth About Love - Japan - 2003: für das Album M!ssundaztood - Kanada - 2004: für das Album Try This - 2013: für die Single True Love - 2016: für die Single Just Like Fire - 2017: für die Single Setting The World On Fire - 2021: für das Album Hurts 2B Human - 2021: für die Single One Too Many - 2021: für die Single Funhouse - 2021: für die Single Get the Party Started - 2021: für die Single Glitter in the Air - 2021: für die Single Just Like a Pill - 2021: für die Single U + Ur Hand - 2021: für die Single Who Knew - 2022: für die Single All I Know So Far - 2024: für die Single Trustfall - 2024: für die Single Never Gonna Not Dance Again - Mexiko - 2019: für die Single What About Us? - 2021: für die Single Raise Your Glass - Neuseeland - 2001: für das Album Can’t Take Me Home - 2001: für die Single Lady Marmalade - 2011: für das Videoalbum Pink: Funhouse Live in Australia - 2012: für die Single Blow Me (One Last Kiss) - 2016: für die Single Funhouse - 2016: für die Single True Love - 2019: für die Single Beautiful Trauma - 2020: für das Album Hurts 2B Human - 2022: für die Single Just Like a Pill - 2023: für die Single One Too Many - 2024: für die Single Who Knew - 2024: für die Single Get the Party Started - 2024: für die Single Trustfall - 2024: für das Lied Revenge - 2025: für das Album Trustfall - 2025: für die Single Please Don’t Leave Me - Niederlande - 2001: für die Single Lady Marmalade - 2003: für das Album M!ssundaztood - 2009: für das Album Funhouse - 2019: für das Album Beautiful Trauma - Norwegen - 2002: für das Album M!ssundaztood - 2002: für die Single Get the Party Started - 2019: für das Album Beautiful Trauma - 2019: für die Single What About Us? - Österreich - 2002: für das Album M!ssundaztood - 2003: für das Album Try This - 2011: für die Single Dear Mr. President - 2013: für das Album The Truth About Love - 2013: für die Single Just Give Me a Reason - 2021: für die Single Cover Me in Sunshine - Polen - 2019: für das Album Beautiful Trauma - 2021: für die Single Beautiful Trauma - 2021: für die Single Walk Me Home - 2024: für die Single Just Like Fire - Portugal - 2019: für die Single Just Give Me a Reason - Russland - 2008: für das Album Funhouse - Schweden - 2001: für die Single Lady Marmalade - 2002: für das Album M!ssundaztood - 2010: für die Single U + Ur Hand - 2010: für das Album Funhouse - 2013: für das Album The Truth About Love - 2013: für die Single Try - 2021: für die Single F**kin’ Perfect - Schweiz - 2003: für das Album Try This - 2010: für die Single So What - 2013: für das Album The Truth About Love - 2018: für das Album Beautiful Trauma - 2021: für die Single Cover Me in Sunshine - 2024: für die Single Trustfall - Spanien - 2024: für die Single Try - 2024: für die Single What About Us? - Südafrika - 2013: für das Album The Truth About Love - Ungarn - 2007: für das Album I’m Not Dead - Vereinigte Staaten - 2003: für das Album Try This - 2007: für die Single U + Ur Hand - 2008: für die Single Who Knew - 2012: für das Album Greatest Hits … So Far!!! - 2016: für die Single Just Like Fire - 2018: für das Lied Won’t Back Down - 2018: für das Album Beautiful Trauma - 2018: für die Single What About Us? - 2020: für die Single Walk Me Home - 2021: für die Single Lady Marmalade - 2022: für die Single One Too Many - 2022: für die Single A Million Dreams - Vereinigtes Königreich - 2001: für das Album Can’t Take Me Home - 2003: für das Album Try This - 2013: für das Videoalbum Pink: Live from Wembley Arena - 2013: für das Videoalbum Pink: Funhouse Live in Australia - 2016: für das Videoalbum Live in Europe - 2019: für die Single Try - 2020: für die Single Walk Me Home - 2020: für die Single Just Like a Pill - 2020: für die Single F**kin’ Perfect - 2021: für die Single Just Like Fire - 2021: für die Single Get the Party Started - 2022: für die Single Beautiful Trauma - 2024: für die Single Blow Me (One Last Kiss) - 2024: für die Single Anywhere Away From Here - 2024: für die Single A Million Dreams - 2025: für die Single Please Don’t Leave Me - 2025: für die Single Trustfall - Deutschland - 2012: für das Album Try This - 2012: für das Videoalbum Live in Europe - 2014: für die Single Just Give Me a Reason - 2023: für die Single What About Us? - Mexiko - 2022: für die Single So What | - Australien - 2001: für die Single Lady Marmalade - 2009: für das Album Can’t Take Me Home - 2009: für das Album Try This - 2013: für das Videoalbum Greatest Hits… So Far!!! - 2023: für die Single Bad Influence - 2023: für die Single Don’t Let Me Get Me - 2023: für die Single Family Portrait - 2023: für die Single Funhouse - 2023: für die Single Just Like a Pill - 2023: für die Single Most Girls - 2023: für die Single Stupid Girls - 2023: für die Single Leave Me Alone (I’m Lonely) - Brasilien - 2021: für das Album The Truth About Love - Dänemark - 2024: für das Album The Truth About Love - Deutschland - 2003: für das Album M!ssundaztood - 2012: für das Videoalbum Pink: Live from Wembley Arena - Europa - 2007: für das Album I’m Not Dead - Italien - 2018: für die Single What About Us? - Kanada - 2001: für das Album Can’t Take Me Home - 2009: für die Autorenbeteiligung Whataya Want from Me (Adam Lambert) - 2013: für das Album Greatest Hits … So Far!!! - 2017: für das Album I’m Not Dead - 2021: für die Single Beautiful Trauma - 2021: für die Single Please Don’t Leave Me - 2021: für die Single Sober - 2023: für die Single Cover Me in Sunshine - Mexiko - 2021: für das Album The Truth About Love - Neuseeland - 2007: für das Album I’m Not Dead - 2021: für die Single Just Like Fire - 2022: für die Single Sober - 2022: für die Single Walk Me Home - 2024: für die Single Cover Me in Sunshine - Norwegen - 2002: für die Single Lady Marmalade - Österreich - 2011: für das Album I’m Not Dead - Polen - 2019: für das Album The Truth About Love - 2024: für die Single Trustfall - Russland - 2006: für das Album I’m Not Dead - Schweden - 2012: für die Autorenbeteiligung Whataya Want from Me (Adam Lambert) - 2021: für die Single What About Us? - 2023: für die Single Cover Me in Sunshine - Schweiz - 2002: für das Album M!ssundaztood - 2007: für das Album I’m Not Dead - 2013: für die Single Try - 2013: für die Single Just Give Me a Reason - Spanien - 2024: für die Single Just Give Me a Reason - Vereinigte Staaten - 2000: für das Album Can’t Take Me Home - 2013: für die Single Just Give Me a Reason - 2017: für das Album I’m Not Dead - 2022: für die Single Setting The World On Fire - Vereinigtes Königreich - 2022: für die Single So What - 2022: für das Album Beautiful Trauma - 2022: für die Single Lady Marmalade - 2023: für die Single Raise Your Glass - 2025: für die Single Who Knew - Deutschland - 2013: für das Videoalbum Pink: Funhouse Live in Australia - Mexiko - 2021: für die Single Try - Australien - 2023: für die Single Beautiful Trauma - 2023: für die Single Dear Mr. President - 2023: für die Single Please Don’t Leave Me - 2023: für die Single U + Ur Hand - Brasilien - 2021: für die Single What About Us? - Dänemark - 2013: für das Streaming Just Give Me a Reason - 2024: für das Album M!ssundaztood - Deutschland - 2021: für das Album The Truth About Love - Europa - 2003: für das Album M!ssundaztood - Irland - 2007: für das Album I’m Not Dead - 2019: für das Album Beautiful Trauma - Italien - 2013: für die Single Just Give Me a Reason - Kanada - 2021: für das Album Beautiful Trauma - 2021: für die Single Walk Me Home - Neuseeland - 2024: für die Single Try - 2024: für die Single So What - Österreich - 2010: für das Album Funhouse - Polen - 2021: für die Single What About Us? - Schweden - 2013: für die Single Just Give Me a Reason - Schweiz - 2009: für das Album Funhouse - 2018: für die Single What About Us? - Vereinigte Staaten - 2017: für das Album Funhouse - 2017: für das Album The Truth About Love - Vereinigtes Königreich - 2018: für das Album The Truth About Love - 2024: für die Single What About Us? - Deutschland - 2012: für das Album I’m Not Dead - Mexiko - 2015: für die Single Just Give Me a Reason - Australien - 2009: für das Album M!ssundaztood - 2017: für das Album Beautiful Trauma - 2023: für die Single Cover Me in Sunshine - 2023: für die Single Walk Me Home - 2023: für die Single True Love - Deutschland - 2012: für das Album Funhouse - Italien - 2014: für die Single Try - Kanada - 2013: für die Single Raise Your Glass - 2017: für das Album Funhouse - 2021: für die Single Blow Me (One Last Kiss) - 2021: für die Single F**kin’ Perfect - Neuseeland - 2003: für das Album M!ssundaztood - 2021: für das Album Funhouse - 2023: für das Album Beautiful Trauma - 2024: für die Single What About Us? - Vereinigtes Königreich - 2013: für das Album I’m Not Dead - 2013: für das Album Funhouse - 2025: für die Single Just Give Me a Reason - Australien - 2023: für die Single Blow Me (One Last Kiss) - 2023: für die Single F**kin’ Perfect - 2023: für die Single Sober - 2023: für die Single Who Knew - 2023: für die Single Get the Party Started - 2025: für die Single One Too Many - Kanada - 2003: für das Album M!ssundaztood - 2021: für die Single What About Us? - 2021: für die Single So What - Neuseeland - 2025: für die Single Raise Your Glass - Vereinigte Staaten - 2003: für das Album M!ssundaztood - 2017: für die Single Raise Your Glass - Vereinigtes Königreich - 2024: für das Album Greatest Hits … So Far!!! - Australien - 2023: für die Single Just Like Fire - Kanada - 2017: für das Album The Truth About Love - 2021: für die Single Try - Neuseeland - 2023: für das Album The Truth About Love - 2024: für die Single Just Give Me a Reason - Vereinigtes Königreich - 2013: für das Album M!ssundaztood - Australien - 2023: für die Single Try - Neuseeland - 2024: für das Album Greatest Hits … So Far!!! - Australien - 2023: für die Single What About Us? - Australien - 2017: für das Album The Truth About Love - Australien - 2023: für die Single Raise Your Glass - 2023: für die Single So What - Australien - 2011: für das Videoalbum Live in Europe - 2023: für das Album Greatest Hits … So Far!!! - Australien - 2023: für das Album I’m Not Dead - Australien - 2023: für das Album Funhouse - 2024: für die Single Just Give Me a Reason - Australien - 2012: für das Videoalbum Pink: Live from Wembley Arena - 2014: für das Videoalbum The Truth About Love Tour: Live from Melbourne - Australien - 2013: für das Videoalbum Pink: Funhouse Live in Australia - Brasilien - 2021: für die Single Try - Frankreich - 2021: für die Single What About Us? - 2024: für die Single Cover Me in Sunshine - Kanada - 2021: für die Single Just Give Me a Reason - Brasilien - 2021: für die Single Just Give Me a Reason |

## Auszeichnungen nach Alben

### Can’t Take Me Home
| Land/Region                  | Auszeichnungen für Musikverkäufe (Land/Region, Auszeichnung, Verkäufe) | Verkäufe  |
| ---------------------------- | ---------------------------------------------------------------------- | --------- |
| Australien (ARIA)            | 2× Platin                                                              | 140.000   |
| Kanada (MC)                  | 2× Platin                                                              | 200.000   |
| Neuseeland (RMNZ)            | Platin                                                                 | 15.000    |
| Vereinigte Staaten (RIAA)    | 2× Platin                                                              | 2.000.000 |
| Vereinigtes Königreich (BPI) | Platin                                                                 | 473.000   |
| Insgesamt                    | 8× Platin ·                                                            | 2.828.000 |

### M!ssundaztood
| Land/Region                  | Auszeichnungen für Musikverkäufe (Land/Region, Auszeichnung, Verkäufe) | Verkäufe    |
| ---------------------------- | ---------------------------------------------------------------------- | ----------- |
| Argentinien (CAPIF)          | Gold                                                                   | 20.000      |
| Australien (ARIA)            | 4× Platin                                                              | 280.000     |
| Belgien (BRMA)               | Gold                                                                   | 25.000      |
| Brasilien (PMB)              | Gold                                                                   | 50.000      |
| Dänemark (IFPI)              | 3× Platin                                                              | 60.000      |
| Deutschland (BVMI)           | 2× Platin                                                              | 600.000     |
| Europa (IFPI)                | 3× Platin                                                              | (3.000.000) |
| Finnland (IFPI)              | Gold                                                                   | 16.534      |
| Frankreich (SNEP)            | 2× Gold                                                                | 200.000     |
| Japan (RIAJ)                 | Platin                                                                 | 200.000     |
| Kanada (MC)                  | 5× Platin                                                              | 500.000     |
| Kroatien (HDU)               | Silber                                                                 | 3.000       |
| Neuseeland (RMNZ)            | 4× Platin                                                              | 60.000      |
| Niederlande (NVPI)           | Platin                                                                 | 80.000      |
| Norwegen (IFPI)              | Platin                                                                 | 50.000      |
| Österreich (IFPI)            | Platin                                                                 | 40.000      |
| Polen (ZPAV)                 | Gold                                                                   | 20.000      |
| Schweden (IFPI)              | Platin                                                                 | 60.000      |
| Schweiz (IFPI)               | 2× Platin                                                              | 80.000      |
| Ungarn (MAHASZ)              | Gold                                                                   | 10.000      |
| Vereinigte Staaten (RIAA)    | 5× Platin                                                              | 5.000.000   |
| Vereinigtes Königreich (BPI) | 6× Platin                                                              | 1.884.000   |
| Insgesamt                    | 1× Silber · 8× Gold · 39× Platin ·                                     | 9.138.534   |

### Try This
| Land/Region                  | Auszeichnungen für Musikverkäufe (Land/Region, Auszeichnung, Verkäufe) | Verkäufe  |
| ---------------------------- | ---------------------------------------------------------------------- | --------- |
| Australien (ARIA)            | 2× Platin                                                              | 140.000   |
| Deutschland (BVMI)           | 3× Gold                                                                | (300.000) |
| Europa (IFPI)                | Platin                                                                 | 1.000.000 |
| Kanada (MC)                  | Platin                                                                 | 100.000   |
| Neuseeland (RMNZ)            | Gold                                                                   | 7.500     |
| Norwegen (IFPI)              | Gold                                                                   | (20.000)  |
| Österreich (IFPI)            | Platin                                                                 | (30.000)  |
| Russland (NFPF)              | Gold                                                                   | (10.000)  |
| Schweiz (IFPI)               | Platin                                                                 | (40.000)  |
| Vereinigte Staaten (RIAA)    | Platin                                                                 | 1.000.000 |
| Vereinigtes Königreich (BPI) | Platin                                                                 | (545.000) |
| Insgesamt                    | 4× Gold · 9× Platin ·                                                  | 2.247.500 |

### Missundaztood / Can’t Take Me Home
| Land/Region                  | Auszeichnungen für Musikverkäufe (Land/Region, Auszeichnung, Verkäufe) | Verkäufe |
| ---------------------------- | ---------------------------------------------------------------------- | -------- |
| Australien (ARIA)            | Gold                                                                   | 35.000   |
| Vereinigtes Königreich (BPI) | Gold                                                                   | 100.000  |
| Insgesamt                    | 2× Gold ·                                                              | 135.000  |

### I’m Not Dead
| Land/Region                  | Auszeichnungen für Musikverkäufe (Land/Region, Auszeichnung, Verkäufe) | Verkäufe    |
| ---------------------------- | ---------------------------------------------------------------------- | ----------- |
| Australien (ARIA)            | 12× Platin                                                             | 840.000     |
| Belgien (BRMA)               | Platin                                                                 | 50.000      |
| Dänemark (IFPI)              | Gold                                                                   | 20.000      |
| Deutschland (BVMI)           | 7× Gold                                                                | 700.000     |
| Europa (IFPI)                | 2× Platin                                                              | (2.000.000) |
| Finnland (IFPI)              | Gold                                                                   | 16.065      |
| Frankreich (SNEP)            | Platin                                                                 | 200.000     |
| Irland (IRMA)                | 3× Platin                                                              | 45.000      |
| Kanada (MC)                  | 2× Platin                                                              | 200.000     |
| Neuseeland (RMNZ)            | 2× Platin                                                              | 30.000      |
| Niederlande (NVPI)           | Gold                                                                   | 35.000      |
| Österreich (IFPI)            | 2× Platin                                                              | 60.000      |
| Russland (NFPF)              | 2× Platin                                                              | 40.000      |
| Schweden (IFPI)              | Gold                                                                   | 30.000      |
| Schweiz (IFPI)               | 2× Platin                                                              | 60.000      |
| Ungarn (MAHASZ)              | Platin                                                                 | 6.000       |
| Vereinigte Staaten (RIAA)    | 2× Platin                                                              | 2.000.000   |
| Vereinigtes Königreich (BPI) | 4× Platin                                                              | 1.437.000   |
| Insgesamt                    | 5× Gold · 39× Platin ·                                                 | 5.769.065   |

### Funhouse
| Land/Region                  | Auszeichnungen für Musikverkäufe (Land/Region, Auszeichnung, Verkäufe) | Verkäufe  |
| ---------------------------- | ---------------------------------------------------------------------- | --------- |
| Australien (ARIA)            | 13× Platin                                                             | 910.000   |
| Belgien (BRMA)               | Platin                                                                 | 30.000    |
| Brasilien (PMB)              | Gold                                                                   | 30.000    |
| Dänemark (IFPI)              | Platin                                                                 | 30.000    |
| Deutschland (BVMI)           | 4× Platin                                                              | 800.000   |
| Finnland (IFPI)              | Platin                                                                 | 22.895    |
| Frankreich (SNEP)            | Platin                                                                 | 100.000   |
| Golf-Kooperationsrat (IFPI)  | Gold                                                                   | 3.000     |
| Irland (IRMA)                | Platin                                                                 | 15.000    |
| Kanada (MC)                  | 4× Platin                                                              | 320.000   |
| Neuseeland (RMNZ)            | 4× Platin                                                              | 60.000    |
| Niederlande (NVPI)           | Platin                                                                 | 60.000    |
| Österreich (IFPI)            | 3× Platin                                                              | 60.000    |
| Polen (ZPAV)                 | Gold                                                                   | 10.000    |
| Russland (NFPF)              | Platin                                                                 | 20.000    |
| Schweden (IFPI)              | Platin                                                                 | 40.000    |
| Schweiz (IFPI)               | 3× Platin                                                              | 90.000    |
| Ungarn (MAHASZ)              | Gold                                                                   | 3.000     |
| Vereinigte Staaten (RIAA)    | 3× Platin                                                              | 3.000.000 |
| Vereinigtes Königreich (BPI) | 4× Platin                                                              | 1.351.000 |
| Insgesamt                    | 4× Gold · 46× Platin ·                                                 | 6.954.895 |

### Pink 4 CD Boxset
| Land/Region                  | Auszeichnungen für Musikverkäufe (Land/Region, Auszeichnung, Verkäufe) | Verkäufe |
| ---------------------------- | ---------------------------------------------------------------------- | -------- |
| Australien (ARIA)            | Platin                                                                 | 70.000   |
| Vereinigtes Königreich (BPI) | Gold                                                                   | 100.000  |
| Insgesamt                    | 1× Gold · 1× Platin ·                                                  | 170.000  |

### Greatest Hits … So Far!!!
| Land/Region                  | Auszeichnungen für Musikverkäufe (Land/Region, Auszeichnung, Verkäufe) | Verkäufe  |
| ---------------------------- | ---------------------------------------------------------------------- | --------- |
| Australien (ARIA)            | 11× Platin                                                             | 770.000   |
| Belgien (BRMA)               | Gold                                                                   | 15.000    |
| Brasilien (PMB)              | Gold                                                                   | 20.000    |
| Dänemark (IFPI)              | Platin                                                                 | 30.000    |
| Deutschland (BVMI)           | Platin                                                                 | 200.000   |
| Frankreich (SNEP)            | Gold                                                                   | 50.000    |
| Irland (IRMA)                | Platin                                                                 | 15.000    |
| Kanada (MC)                  | 2× Platin                                                              | 160.000   |
| Neuseeland (RMNZ)            | 7× Platin                                                              | 105.000   |
| Österreich (IFPI)            | Gold                                                                   | 15.000    |
| Schweden (IFPI)              | Gold                                                                   | 20.000    |
| Schweiz (IFPI)               | Gold                                                                   | 15.000    |
| Ungarn (MAHASZ)              | Gold                                                                   | 3.000     |
| Vereinigte Staaten (RIAA)    | Platin                                                                 | 1.000.000 |
| Vereinigtes Königreich (BPI) | 5× Platin                                                              | 1.500.000 |
| Insgesamt                    | 7× Gold · 29× Platin ·                                                 | 3.918.000 |

### The Truth About Love
| Land/Region                  | Auszeichnungen für Musikverkäufe (Land/Region, Auszeichnung, Verkäufe) | Verkäufe  |
| ---------------------------- | ---------------------------------------------------------------------- | --------- |
| Australien (ARIA)            | 9× Platin                                                              | 630.000   |
| Brasilien (PMB)              | 2× Platin                                                              | 80.000    |
| Dänemark (IFPI)              | 2× Platin                                                              | 40.000    |
| Deutschland (BVMI)           | 3× Platin                                                              | 600.000   |
| Finnland (IFPI)              | Gold                                                                   | 15.084    |
| Frankreich (SNEP)            | Platin                                                                 | 100.000   |
| Irland (IRMA)                | Platin                                                                 | 15.000    |
| Italien (FIMI)               | Platin                                                                 | 60.000    |
| Kanada (MC)                  | 6× Platin                                                              | 480.000   |
| Mexiko (AMPROFON)            | 2× Platin                                                              | 120.000   |
| Neuseeland (RMNZ)            | 6× Platin                                                              | 90.000    |
| Österreich (IFPI)            | Platin                                                                 | 20.000    |
| Polen (ZPAV)                 | 2× Platin                                                              | 40.000    |
| Schweden (IFPI)              | Platin                                                                 | 40.000    |
| Schweiz (IFPI)               | Platin                                                                 | 30.000    |
| Spanien (Promusicae)         | Gold                                                                   | 20.000    |
| Südafrika (RISA)             | Platin                                                                 | 40.000    |
| Ungarn (MAHASZ)              | Gold                                                                   | 3.000     |
| Vereinigte Staaten (RIAA)    | 3× Platin                                                              | 3.000.000 |
| Vereinigtes Königreich (BPI) | 3× Platin                                                              | 907.000   |
| Insgesamt                    | 3× Gold · 45× Platin ·                                                 | 6.330.084 |

### Beautiful Trauma
| Land/Region                  | Auszeichnungen für Musikverkäufe (Land/Region, Auszeichnung, Verkäufe) | Verkäufe  |
| ---------------------------- | ---------------------------------------------------------------------- | --------- |
| Australien (ARIA)            | 4× Platin                                                              | 280.000   |
| Brasilien (PMB)              | Gold                                                                   | 20.000    |
| Dänemark (IFPI)              | Gold                                                                   | 10.000    |
| Deutschland (BVMI)           | Platin                                                                 | 200.000   |
| Frankreich (SNEP)            | Platin                                                                 | 100.000   |
| Irland (IRMA)                | 3× Platin                                                              | 45.000    |
| Kanada (MC)                  | 3× Platin                                                              | 240.000   |
| Neuseeland (RMNZ)            | 4× Platin                                                              | 60.000    |
| Niederlande (NVPI)           | Platin                                                                 | 40.000    |
| Norwegen (IFPI)              | Platin                                                                 | 20.000    |
| Österreich (IFPI)            | Gold                                                                   | 7.500     |
| Polen (ZPAV)                 | Platin                                                                 | 20.000    |
| Schweden (IFPI)              | Gold                                                                   | 15.000    |
| Schweiz (IFPI)               | Platin                                                                 | 20.000    |
| Vereinigte Staaten (RIAA)    | Platin                                                                 | 1.000.000 |
| Vereinigtes Königreich (BPI) | 2× Platin                                                              | 600.000   |
| Insgesamt                    | 4× Gold · 23× Platin ·                                                 | 2.677.500 |

### Hurts 2B Human
| Land/Region                  | Auszeichnungen für Musikverkäufe (Land/Region, Auszeichnung, Verkäufe) | Verkäufe |
| ---------------------------- | ---------------------------------------------------------------------- | -------- |
| Australien (ARIA)            | Platin                                                                 | 70.000   |
| Frankreich (SNEP)            | Gold                                                                   | 50.000   |
| Kanada (MC)                  | Platin                                                                 | 80.000   |
| Neuseeland (RMNZ)            | Platin                                                                 | 15.000   |
| Polen (ZPAV)                 | Gold                                                                   | 10.000   |
| Schweiz (IFPI)               | Gold                                                                   | 10.000   |
| Vereinigtes Königreich (BPI) | Gold                                                                   | 100.000  |
| Insgesamt                    | 4× Gold · 3× Platin ·                                                  | 335.000  |

### All I Know So Far: Setlist
| Land/Region       | Auszeichnungen für Musikverkäufe (Land/Region, Auszeichnung, Verkäufe) | Verkäufe |
| ----------------- | ---------------------------------------------------------------------- | -------- |
| Frankreich (SNEP) | Gold                                                                   | 50.000   |
| Neuseeland (RMNZ) | Gold                                                                   | 7.500    |
| Insgesamt         | 2× Gold ·                                                              | 57.500   |

### Trustfall
| Land/Region                  | Auszeichnungen für Musikverkäufe (Land/Region, Auszeichnung, Verkäufe) | Verkäufe |
| ---------------------------- | ---------------------------------------------------------------------- | -------- |
| Australien (ARIA)            | Gold                                                                   | 35.000   |
| Belgien (BRMA)               | Gold                                                                   | 20.000   |
| Deutschland (BVMI)           | Gold                                                                   | 100.000  |
| Frankreich (SNEP)            | Gold                                                                   | 50.000   |
| Neuseeland (RMNZ)            | Platin                                                                 | 15.000   |
| Polen (ZPAV)                 | Gold                                                                   | 10.000   |
| Schweiz (IFPI)               | Gold                                                                   | 10.000   |
| Vereinigtes Königreich (BPI) | Gold                                                                   | 100.000  |
| Insgesamt                    | 7× Gold · 1× Platin ·                                                  | 340.000  |

## Auszeichnungen nach Singles

### There You Go
| Land/Region                  | Auszeichnungen für Musikverkäufe (Land/Region, Auszeichnung, Verkäufe) | Verkäufe |
| ---------------------------- | ---------------------------------------------------------------------- | -------- |
| Australien (ARIA)            | Platin                                                                 | 70.000   |
| Neuseeland (RMNZ)            | Gold                                                                   | 5.000    |
| Vereinigte Staaten (RIAA)    | Gold                                                                   | 600.000  |
| Vereinigtes Königreich (BPI) | Silber                                                                 | 200.000  |
| Insgesamt                    | 1× Silber · 2× Gold · 1× Platin ·                                      | 875.000  |

### Most Girls
| Land/Region               | Auszeichnungen für Musikverkäufe (Land/Region, Auszeichnung, Verkäufe) | Verkäufe |
| ------------------------- | ---------------------------------------------------------------------- | -------- |
| Australien (ARIA)         | 2× Platin                                                              | 140.000  |
| Neuseeland (RMNZ)         | Gold                                                                   | 5.000    |
| Vereinigte Staaten (RIAA) | —                                                                      | 95.000   |
| Insgesamt                 | 1× Gold · 2× Platin ·                                                  | 240.000  |

### You Make Me Sick
| Land/Region               | Auszeichnungen für Musikverkäufe (Land/Region, Auszeichnung, Verkäufe) | Verkäufe |
| ------------------------- | ---------------------------------------------------------------------- | -------- |
| Australien (ARIA)         | Gold                                                                   | 35.000   |
| Vereinigte Staaten (RIAA) | —                                                                      | 93.000   |
| Insgesamt                 | 1× Gold ·                                                              | 128.000  |

### Lady Marmalade
| Land/Region                  | Auszeichnungen für Musikverkäufe (Land/Region, Auszeichnung, Verkäufe) | Verkäufe  |
| ---------------------------- | ---------------------------------------------------------------------- | --------- |
| Australien (ARIA)            | 2× Platin                                                              | 140.000   |
| Belgien (BRMA)               | Platin                                                                 | 50.000    |
| Brasilien (PMB)              | Gold                                                                   | 30.000    |
| Dänemark (IFPI)              | Gold (2001) · + Gold (2021)                                            | 55.000    |
| Deutschland (BVMI)           | Platin                                                                 | 500.000   |
| Frankreich (SNEP)            | Silber                                                                 | 125.000   |
| Griechenland (IFPI)          | Gold                                                                   | 10.000    |
| Italien (FIMI)               | Gold                                                                   | 50.000    |
| Neuseeland (RMNZ)            | Platin                                                                 | 10.000    |
| Niederlande (NVPI)           | Platin                                                                 | 60.000    |
| Norwegen (IFPI)              | 2× Platin                                                              | 40.000    |
| Österreich (IFPI)            | Gold                                                                   | 20.000    |
| Schweden (IFPI)              | Platin                                                                 | 30.000    |
| Schweiz (IFPI)               | Gold                                                                   | 20.000    |
| Spanien (Promusicae)         | Gold                                                                   | 30.000    |
| Vereinigte Staaten (RIAA)    | Platin                                                                 | 1.000.000 |
| Vereinigtes Königreich (BPI) | 2× Platin                                                              | 1.200.000 |
| Insgesamt                    | 1× Silber · 8× Gold · 12× Platin ·                                     | 3.380.000 |

### Get the Party Started
| Land/Region                  | Auszeichnungen für Musikverkäufe (Land/Region, Auszeichnung, Verkäufe) | Verkäufe  |
| ---------------------------- | ---------------------------------------------------------------------- | --------- |
| Australien (ARIA)            | 5× Platin                                                              | 350.000   |
| Belgien (BRMA)               | Gold                                                                   | 25.000    |
| Deutschland (BVMI)           | Gold                                                                   | 250.000   |
| Frankreich (SNEP)            | Gold                                                                   | 200.000   |
| Kanada (MC)                  | Platin                                                                 | 80.000    |
| Neuseeland (RMNZ)            | Platin                                                                 | 30.000    |
| Norwegen (IFPI)              | Platin                                                                 | 10.000    |
| Österreich (IFPI)            | Gold                                                                   | 20.000    |
| Schweden (IFPI)              | Gold                                                                   | 15.000    |
| Schweiz (IFPI)               | Gold                                                                   | 20.000    |
| Vereinigte Staaten (RIAA)    | Gold                                                                   | 836.000   |
| Vereinigtes Königreich (BPI) | Platin                                                                 | 600.000   |
| Insgesamt                    | 7× Gold · 9× Platin ·                                                  | 2.436.000 |

### Don’t Let Me Get Me
| Land/Region                  | Auszeichnungen für Musikverkäufe (Land/Region, Auszeichnung, Verkäufe) | Verkäufe |
| ---------------------------- | ---------------------------------------------------------------------- | -------- |
| Australien (ARIA)            | 2× Platin                                                              | 140.000  |
| Kanada (MC)                  | Gold                                                                   | 40.000   |
| Schweden (IFPI)              | Gold                                                                   | 15.000   |
| Vereinigte Staaten (RIAA)    | —                                                                      | 303.000  |
| Vereinigtes Königreich (BPI) | Gold                                                                   | 400.000  |
| Insgesamt                    | 3× Gold · 2× Platin ·                                                  | 898.000  |

### Just Like a Pill
| Land/Region                  | Auszeichnungen für Musikverkäufe (Land/Region, Auszeichnung, Verkäufe) | Verkäufe  |
| ---------------------------- | ---------------------------------------------------------------------- | --------- |
| Australien (ARIA)            | 2× Platin                                                              | 140.000   |
| Kanada (MC)                  | Platin                                                                 | 80.000    |
| Neuseeland (RMNZ)            | Platin                                                                 | 30.000    |
| Norwegen (IFPI)              | Gold                                                                   | 5.000     |
| Österreich (IFPI)            | Gold                                                                   | 15.000    |
| Vereinigte Staaten (RIAA)    | —                                                                      | 483.000   |
| Vereinigtes Königreich (BPI) | Platin                                                                 | 762.000   |
| Insgesamt                    | 2× Gold · 5× Platin ·                                                  | 1.515.000 |

### Family Portrait
| Land/Region                  | Auszeichnungen für Musikverkäufe (Land/Region, Auszeichnung, Verkäufe) | Verkäufe |
| ---------------------------- | ---------------------------------------------------------------------- | -------- |
| Australien (ARIA)            | 2× Platin                                                              | 140.000  |
| Kanada (MC)                  | Gold                                                                   | 40.000   |
| Neuseeland (RMNZ)            | Gold                                                                   | 15.000   |
| Vereinigte Staaten (RIAA)    | —                                                                      | 180.000  |
| Vereinigtes Königreich (BPI) | Silber                                                                 | 200.000  |
| Insgesamt                    | 1× Silber · 2× Gold · 2× Platin ·                                      | 575.000  |

### Feel Good Time
| Land/Region               | Auszeichnungen für Musikverkäufe (Land/Region, Auszeichnung, Verkäufe) | Verkäufe |
| ------------------------- | ---------------------------------------------------------------------- | -------- |
| Australien (ARIA)         | Gold                                                                   | 35.000   |
| Vereinigte Staaten (RIAA) | —                                                                      | 1.000    |
| Insgesamt                 | 1× Gold ·                                                              | 36.000   |

### Trouble
| Land/Region                  | Auszeichnungen für Musikverkäufe (Land/Region, Auszeichnung, Verkäufe) | Verkäufe |
| ---------------------------- | ---------------------------------------------------------------------- | -------- |
| Australien (ARIA)            | Platin                                                                 | 70.000   |
| Norwegen (IFPI)              | Gold                                                                   | 5.000    |
| Vereinigte Staaten (RIAA)    | —                                                                      | 233.000  |
| Vereinigtes Königreich (BPI) | Silber                                                                 | 200.000  |
| Insgesamt                    | 1× Silber · 1× Gold · 1× Platin ·                                      | 508.000  |

### God Is a DJ
| Land/Region       | Auszeichnungen für Musikverkäufe (Land/Region, Auszeichnung, Verkäufe) | Verkäufe |
| ----------------- | ---------------------------------------------------------------------- | -------- |
| Australien (ARIA) | Gold                                                                   | 35.000   |
| Insgesamt         | 1× Gold ·                                                              | 35.000   |

### Stupid Girls
| Land/Region                  | Auszeichnungen für Musikverkäufe (Land/Region, Auszeichnung, Verkäufe) | Verkäufe  |
| ---------------------------- | ---------------------------------------------------------------------- | --------- |
| Australien (ARIA)            | 2× Platin                                                              | 140.000   |
| Japan (RIAJ)                 | Gold                                                                   | 100.000   |
| Kanada (MC)                  | Gold                                                                   | 10.000    |
| Vereinigte Staaten (RIAA)    | Gold                                                                   | 905.000   |
| Vereinigtes Königreich (BPI) | Silber                                                                 | 200.000   |
| Insgesamt                    | 1× Silber · 3× Gold · 2× Platin ·                                      | 1.355.000 |

### Who Knew
| Land/Region                  | Auszeichnungen für Musikverkäufe (Land/Region, Auszeichnung, Verkäufe) | Verkäufe  |
| ---------------------------- | ---------------------------------------------------------------------- | --------- |
| Australien (ARIA)            | 5× Platin                                                              | 350.000   |
| Brasilien (PMB)              | Gold                                                                   | 30.000    |
| Dänemark (IFPI)              | Gold                                                                   | 45.000    |
| Deutschland (BVMI)           | Gold                                                                   | 150.000   |
| Kanada (MC)                  | Platin                                                                 | 80.000    |
| Neuseeland (RMNZ)            | Platin                                                                 | 30.000    |
| Vereinigte Staaten (RIAA)    | Platin                                                                 | 1.667.000 |
| Vereinigtes Königreich (BPI) | 2× Platin                                                              | 1.200.000 |
| Insgesamt                    | 3× Gold · 9× Platin ·                                                  | 3.552.000 |

### U + Ur Hand
| Land/Region                  | Auszeichnungen für Musikverkäufe (Land/Region, Auszeichnung, Verkäufe) | Verkäufe  |
| ---------------------------- | ---------------------------------------------------------------------- | --------- |
| Australien (ARIA)            | 3× Platin                                                              | 210.000   |
| Dänemark (IFPI)              | Gold                                                                   | 4.000     |
| Deutschland (BVMI)           | Gold                                                                   | 150.000   |
| Kanada (MC)                  | Platin                                                                 | 80.000    |
| Neuseeland (RMNZ)            | Gold                                                                   | 15.000    |
| Österreich (IFPI)            | Gold                                                                   | 15.000    |
| Schweden (IFPI)              | Platin                                                                 | 40.000    |
| Vereinigte Staaten (RIAA)    | Platin                                                                 | 1.676.000 |
| Vereinigtes Königreich (BPI) | Gold                                                                   | 400.000   |
| Insgesamt                    | 5× Gold · 6× Platin ·                                                  | 2.590.000 |

### Nobody Knows
| Land/Region       | Auszeichnungen für Musikverkäufe (Land/Region, Auszeichnung, Verkäufe) | Verkäufe |
| ----------------- | ---------------------------------------------------------------------- | -------- |
| Australien (ARIA) | Gold                                                                   | 35.000   |
| Insgesamt         | 1× Gold ·                                                              | 35.000   |

### Dear Mr. President
| Land/Region        | Auszeichnungen für Musikverkäufe (Land/Region, Auszeichnung, Verkäufe) | Verkäufe |
| ------------------ | ---------------------------------------------------------------------- | -------- |
| Australien (ARIA)  | 3× Platin                                                              | 210.000  |
| Deutschland (BVMI) | Platin                                                                 | 300.000  |
| Kanada (MC)        | Gold                                                                   | 40.000   |
| Österreich (IFPI)  | Platin                                                                 | 30.000   |
| Insgesamt          | 1× Gold · 5× Platin ·                                                  | 580.000  |

### Leave Me Alone (I’m Lonely)
| Land/Region                  | Auszeichnungen für Musikverkäufe (Land/Region, Auszeichnung, Verkäufe) | Verkäufe |
| ---------------------------- | ---------------------------------------------------------------------- | -------- |
| Australien (ARIA)            | 2× Platin                                                              | 140.000  |
| Neuseeland (RMNZ)            | Gold                                                                   | 7.500    |
| Vereinigtes Königreich (BPI) | Silber                                                                 | 200.000  |
| Insgesamt                    | 1× Silber · 1× Gold · 2× Platin ·                                      | 347.500  |

### ’Cuz I Can
| Land/Region       | Auszeichnungen für Musikverkäufe (Land/Region, Auszeichnung, Verkäufe) | Verkäufe |
| ----------------- | ---------------------------------------------------------------------- | -------- |
| Australien (ARIA) | Platin                                                                 | 70.000   |
| Insgesamt         | 1× Platin ·                                                            | 70.000   |

### So What
| Land/Region                  | Auszeichnungen für Musikverkäufe (Land/Region, Auszeichnung, Verkäufe) | Verkäufe  |
| ---------------------------- | ---------------------------------------------------------------------- | --------- |
| Australien (ARIA)            | 10× Platin                                                             | 700.000   |
| Belgien (BRMA)               | Gold                                                                   | 15.000    |
| Dänemark (IFPI)              | Platin                                                                 | 15.000    |
| Deutschland (BVMI)           | Platin                                                                 | 300.000   |
| Finnland (IFPI)              | Gold                                                                   | 7.407     |
| Italien (FIMI)               | Gold                                                                   | 25.000    |
| Kanada (MC)                  | 5× Platin                                                              | 400.000   |
| Mexiko (AMPROFON)            | 3× Gold                                                                | 90.000    |
| Neuseeland (RMNZ)            | 3× Platin                                                              | 90.000    |
| Österreich (IFPI)            | Gold                                                                   | 15.000    |
| Schweden (IFPI)              | Gold                                                                   | 10.000    |
| Schweiz (IFPI)               | Platin                                                                 | 30.000    |
| Spanien (Promusicae)         | Gold                                                                   | 30.000    |
| Vereinigte Staaten (RIAA)    | —                                                                      | 4.624.000 |
| Vereinigtes Königreich (BPI) | 2× Platin                                                              | 1.300.000 |
| Insgesamt                    | 7× Gold · 24× Platin ·                                                 | 7.651.407 |

### Sober
| Land/Region                  | Auszeichnungen für Musikverkäufe (Land/Region, Auszeichnung, Verkäufe) | Verkäufe  |
| ---------------------------- | ---------------------------------------------------------------------- | --------- |
| Australien (ARIA)            | 5× Platin                                                              | 350.000   |
| Brasilien (PMB)              | Gold                                                                   | 30.000    |
| Dänemark (IFPI)              | Gold                                                                   | 7.500     |
| Deutschland (BVMI)           | Gold                                                                   | 150.000   |
| Kanada (MC)                  | 2× Platin                                                              | 160.000   |
| Neuseeland (RMNZ)            | Platin                                                                 | 30.000    |
| Österreich (IFPI)            | Gold                                                                   | 15.000    |
| Schweiz (IFPI)               | Gold                                                                   | 15.000    |
| Vereinigte Staaten (RIAA)    | —                                                                      | 1.904.000 |
| Vereinigtes Königreich (BPI) | Gold                                                                   | 400.000   |
| Insgesamt                    | 6× Gold · 8× Platin ·                                                  | 3.061.500 |

### Please Don’t Leave Me
| Land/Region                  | Auszeichnungen für Musikverkäufe (Land/Region, Auszeichnung, Verkäufe) | Verkäufe  |
| ---------------------------- | ---------------------------------------------------------------------- | --------- |
| Australien (ARIA)            | 3× Platin                                                              | 210.000   |
| Brasilien (PMB)              | Gold                                                                   | 30.000    |
| Dänemark (IFPI)              | Gold                                                                   | 7.500     |
| Deutschland (BVMI)           | Gold                                                                   | 150.000   |
| Kanada (MC)                  | 2× Platin                                                              | 160.000   |
| Neuseeland (RMNZ)            | Platin                                                                 | 30.000    |
| Österreich (IFPI)            | Gold                                                                   | 15.000    |
| Schweiz (IFPI)               | Gold                                                                   | 15.000    |
| Vereinigte Staaten (RIAA)    | —                                                                      | 1.318.000 |
| Vereinigtes Königreich (BPI) | Platin                                                                 | 600.000   |
| Insgesamt                    | 5× Gold · 7× Platin ·                                                  | 2.535.500 |

### Bad Influence
| Land/Region       | Auszeichnungen für Musikverkäufe (Land/Region, Auszeichnung, Verkäufe) | Verkäufe |
| ----------------- | ---------------------------------------------------------------------- | -------- |
| Australien (ARIA) | 2× Platin                                                              | 140.000  |
| Insgesamt         | 2× Platin ·                                                            | 140.000  |

### Funhouse
| Land/Region                  | Auszeichnungen für Musikverkäufe (Land/Region, Auszeichnung, Verkäufe) | Verkäufe  |
| ---------------------------- | ---------------------------------------------------------------------- | --------- |
| Australien (ARIA)            | 2× Platin                                                              | 140.000   |
| Kanada (MC)                  | Platin                                                                 | 80.000    |
| Neuseeland (RMNZ)            | Platin                                                                 | 15.000    |
| Vereinigte Staaten (RIAA)    | —                                                                      | 743.000   |
| Vereinigtes Königreich (BPI) | Silber                                                                 | 200.000   |
| Insgesamt                    | 1× Silber · 4× Platin ·                                                | 1.178.000 |

### I Don’t Believe You
| Land/Region       | Auszeichnungen für Musikverkäufe (Land/Region, Auszeichnung, Verkäufe) | Verkäufe |
| ----------------- | ---------------------------------------------------------------------- | -------- |
| Australien (ARIA) | Platin                                                                 | 70.000   |
| Kanada (MC)       | Gold                                                                   | 40.000   |
| Insgesamt         | 1× Gold · 1× Platin ·                                                  | 110.000  |

### Glitter in the Air
| Land/Region               | Auszeichnungen für Musikverkäufe (Land/Region, Auszeichnung, Verkäufe) | Verkäufe |
| ------------------------- | ---------------------------------------------------------------------- | -------- |
| Australien (ARIA)         | Gold                                                                   | 35.000   |
| Kanada (MC)               | Platin                                                                 | 80.000   |
| Vereinigte Staaten (RIAA) | —                                                                      | 699.000  |
| Insgesamt                 | 1× Gold · 1× Platin ·                                                  | 814.000  |

### Raise Your Glass
| Land/Region                  | Auszeichnungen für Musikverkäufe (Land/Region, Auszeichnung, Verkäufe) | Verkäufe  |
| ---------------------------- | ---------------------------------------------------------------------- | --------- |
| Australien (ARIA)            | 10× Platin                                                             | 700.000   |
| Brasilien (PMB)              | Platin                                                                 | 60.000    |
| Dänemark (IFPI)              | Platin                                                                 | 90.000    |
| Deutschland (BVMI)           | Gold                                                                   | 150.000   |
| Italien (FIMI)               | Gold                                                                   | 15.000    |
| Kanada (MC)                  | 4× Platin                                                              | 320.000   |
| Mexiko (AMPROFON)            | Platin                                                                 | 60.000    |
| Neuseeland (RMNZ)            | 5× Platin                                                              | 150.000   |
| Schweden (IFPI)              | Gold                                                                   | 20.000    |
| Schweiz (IFPI)               | Gold                                                                   | 15.000    |
| Vereinigte Staaten (RIAA)    | 5× Platin                                                              | 5.000.000 |
| Vereinigtes Königreich (BPI) | 2× Platin                                                              | 1.200.000 |
| Insgesamt                    | 4× Gold · 28× Platin ·                                                 | 7.780.000 |

### F**kin’ Perfect
| Land/Region                  | Auszeichnungen für Musikverkäufe (Land/Region, Auszeichnung, Verkäufe) | Verkäufe  |
| ---------------------------- | ---------------------------------------------------------------------- | --------- |
| Australien (ARIA)            | 5× Platin                                                              | 350.000   |
| Brasilien (PMB)              | Platin                                                                 | 60.000    |
| Dänemark (IFPI)              | Gold                                                                   | 15.000    |
| Deutschland (BVMI)           | Gold                                                                   | 150.000   |
| Frankreich (SNEP)            | —                                                                      | 41.800    |
| Japan (RIAJ)                 | Gold                                                                   | 100.000   |
| Kanada (MC)                  | 4× Platin                                                              | 320.000   |
| Neuseeland (RMNZ)            | Gold                                                                   | 7.500     |
| Schweden (IFPI)              | Platin                                                                 | 80.000    |
| Vereinigtes Königreich (BPI) | Platin                                                                 | 600.000   |
| Insgesamt                    | 4× Gold · 12× Platin ·                                                 | 1.724.300 |

### Bridge of Light
| Land/Region        | Auszeichnungen für Musikverkäufe (Land/Region, Auszeichnung, Verkäufe) | Verkäufe |
| ------------------ | ---------------------------------------------------------------------- | -------- |
| Australien (ARIA)  | Platin                                                                 | 70.000   |
| Deutschland (BVMI) | Gold                                                                   | 150.000  |
| Insgesamt          | 1× Gold · 1× Platin ·                                                  | 220.000  |

### Guns and Roses
| Land/Region       | Auszeichnungen für Musikverkäufe (Land/Region, Auszeichnung, Verkäufe) | Verkäufe |
| ----------------- | ---------------------------------------------------------------------- | -------- |
| Australien (ARIA) | Platin                                                                 | 70.000   |
| Insgesamt         | 1× Platin ·                                                            | 70.000   |

### Blow Me (One Last Kiss)
| Land/Region                  | Auszeichnungen für Musikverkäufe (Land/Region, Auszeichnung, Verkäufe) | Verkäufe  |
| ---------------------------- | ---------------------------------------------------------------------- | --------- |
| Australien (ARIA)            | 5× Platin                                                              | 350.000   |
| Brasilien (PMB)              | Platin                                                                 | 60.000    |
| Deutschland (BVMI)           | Gold                                                                   | 150.000   |
| Italien (FIMI)               | Platin                                                                 | 30.000    |
| Kanada (MC)                  | 4× Platin                                                              | 320.000   |
| Mexiko (AMPROFON)            | Gold                                                                   | 30.000    |
| Neuseeland (RMNZ)            | Platin                                                                 | 15.000    |
| Schweiz (IFPI)               | Gold                                                                   | 15.000    |
| Vereinigtes Königreich (BPI) | Platin                                                                 | 600.000   |
| Insgesamt                    | 3× Gold · 13× Platin ·                                                 | 1.570.000 |

### Try
| Land/Region                  | Auszeichnungen für Musikverkäufe (Land/Region, Auszeichnung, Verkäufe) | Verkäufe  |
| ---------------------------- | ---------------------------------------------------------------------- | --------- |
| Australien (ARIA)            | 7× Platin                                                              | 490.000   |
| Belgien (BRMA)               | Gold                                                                   | 15.000    |
| Brasilien (PMB)              | Diamant                                                                | 250.000   |
| Dänemark (IFPI)              | Gold                                                                   | 15.000    |
| Deutschland (BVMI)           | Platin                                                                 | 300.000   |
| Finnland (IFPI)              | Gold                                                                   | 19.433    |
| Frankreich (SNEP)            | —                                                                      | 48.900    |
| Italien (FIMI)               | 4× Platin                                                              | 120.000   |
| Kanada (MC)                  | 6× Platin                                                              | 480.000   |
| Mexiko (AMPROFON)            | 5× Gold                                                                | 150.000   |
| Neuseeland (RMNZ)            | 3× Platin                                                              | 90.000    |
| Österreich (IFPI)            | Gold                                                                   | 15.000    |
| Portugal (AFP)               | Gold                                                                   | 5.000     |
| Schweden (IFPI)              | Platin                                                                 | 40.000    |
| Schweiz (IFPI)               | 2× Platin                                                              | 60.000    |
| Spanien (Promusicae)         | Platin                                                                 | 60.000    |
| Vereinigtes Königreich (BPI) | Platin                                                                 | 600.000   |
| Insgesamt                    | 6× Gold · 28× Platin · 1× Diamant ·                                    | 2.758.333 |

### Just Give Me a Reason
| Land/Region                  | Auszeichnungen für Musikverkäufe (Land/Region, Auszeichnung, Verkäufe) | Verkäufe  |
| ---------------------------- | ---------------------------------------------------------------------- | --------- |
| Australien (ARIA)            | 13× Platin                                                             | 910.000   |
| Belgien (BRMA)               | Platin                                                                 | 30.000    |
| Brasilien (PMB)              | 2× Diamant                                                             | 500.000   |
| Dänemark (IFPI)              | Platin                                                                 | 90.000    |
| Deutschland (BVMI)           | 3× Gold                                                                | 450.000   |
| Finnland (IFPI)              | Gold                                                                   | 33.024    |
| Frankreich (SNEP)            | Gold                                                                   | 115.000   |
| Italien (FIMI)               | 3× Platin                                                              | 90.000    |
| Kanada (MC)                  | Diamant                                                                | 800.000   |
| Mexiko (AMPROFON)            | 7× Gold                                                                | 210.000   |
| Neuseeland (RMNZ)            | 6× Platin                                                              | 180.000   |
| Österreich (IFPI)            | Platin                                                                 | 30.000    |
| Portugal (AFP)               | Platin                                                                 | 10.000    |
| Schweden (IFPI)              | 3× Platin                                                              | 120.000   |
| Spanien (Promusicae)         | 2× Platin                                                              | 120.000   |
| Schweiz (IFPI)               | 2× Platin                                                              | 60.000    |
| Vereinigte Staaten (RIAA)    | 2× Platin                                                              | 2.000.000 |
| Vereinigtes Königreich (BPI) | 4× Platin                                                              | 2.400.000 |
| Insgesamt                    | 4× Gold · 43× Platin · 3× Diamant ·                                    | 8.148.024 |

### True Love
| Land/Region                  | Auszeichnungen für Musikverkäufe (Land/Region, Auszeichnung, Verkäufe) | Verkäufe |
| ---------------------------- | ---------------------------------------------------------------------- | -------- |
| Australien (ARIA)            | 4× Platin                                                              | 280.000  |
| Brasilien (PMB)              | Gold                                                                   | 30.000   |
| Italien (FIMI)               | Gold                                                                   | 15.000   |
| Kanada (MC)                  | Platin                                                                 | 80.000   |
| Neuseeland (RMNZ)            | Platin                                                                 | 15.000   |
| Vereinigtes Königreich (BPI) | Gold                                                                   | 400.000  |
| Insgesamt                    | 3× Gold · 6× Platin ·                                                  | 820.000  |

### Are We All We Are
| Land/Region       | Auszeichnungen für Musikverkäufe (Land/Region, Auszeichnung, Verkäufe) | Verkäufe |
| ----------------- | ---------------------------------------------------------------------- | -------- |
| Australien (ARIA) | Gold                                                                   | 35.000   |
| Insgesamt         | 1× Gold ·                                                              | 35.000   |

### Walk of Shame
| Land/Region       | Auszeichnungen für Musikverkäufe (Land/Region, Auszeichnung, Verkäufe) | Verkäufe |
| ----------------- | ---------------------------------------------------------------------- | -------- |
| Australien (ARIA) | Platin                                                                 | 70.000   |
| Insgesamt         | 1× Platin ·                                                            | 70.000   |

### Today’s the Day
| Land/Region       | Auszeichnungen für Musikverkäufe (Land/Region, Auszeichnung, Verkäufe) | Verkäufe |
| ----------------- | ---------------------------------------------------------------------- | -------- |
| Australien (ARIA) | Platin                                                                 | 70.000   |
| Insgesamt         | 1× Platin ·                                                            | 70.000   |

### Just Like Fire
| Land/Region                  | Auszeichnungen für Musikverkäufe (Land/Region, Auszeichnung, Verkäufe) | Verkäufe  |
| ---------------------------- | ---------------------------------------------------------------------- | --------- |
| Australien (ARIA)            | 6× Platin                                                              | 420.000   |
| Brasilien (PMB)              | Platin                                                                 | 60.000    |
| Dänemark (IFPI)              | Gold                                                                   | 45.000    |
| Deutschland (BVMI)           | Gold                                                                   | 200.000   |
| Italien (FIMI)               | Gold                                                                   | 25.000    |
| Kanada (MC)                  | Platin                                                                 | 80.000    |
| Mexiko (AMPROFON)            | Gold                                                                   | 30.000    |
| Neuseeland (RMNZ)            | 2× Platin                                                              | 60.000    |
| Polen (ZPAV)                 | Platin                                                                 | 50.000    |
| Vereinigte Staaten (RIAA)    | Platin                                                                 | 1.000.000 |
| Vereinigtes Königreich (BPI) | Platin                                                                 | 600.000   |
| Insgesamt                    | 4× Gold · 13× Platin ·                                                 | 2.570.000 |

### Setting the World on Fire
| Land/Region               | Auszeichnungen für Musikverkäufe (Land/Region, Auszeichnung, Verkäufe) | Verkäufe  |
| ------------------------- | ---------------------------------------------------------------------- | --------- |
| Australien (ARIA)         | Gold                                                                   | 35.000    |
| Kanada (MC)               | Platin                                                                 | 80.000    |
| Neuseeland (RMNZ)         | Gold                                                                   | 15.000    |
| Vereinigte Staaten (RIAA) | 2× Platin                                                              | 2.000.000 |
| Insgesamt                 | 2× Gold · 3× Platin ·                                                  | 2.130.000 |

### Waterfall
| Land/Region       | Auszeichnungen für Musikverkäufe (Land/Region, Auszeichnung, Verkäufe) | Verkäufe |
| ----------------- | ---------------------------------------------------------------------- | -------- |
| Australien (ARIA) | Gold                                                                   | 35.000   |
| Insgesamt         | 1× Gold ·                                                              | 35.000   |

### What About Us?
| Land/Region                  | Auszeichnungen für Musikverkäufe (Land/Region, Auszeichnung, Verkäufe) | Verkäufe  |
| ---------------------------- | ---------------------------------------------------------------------- | --------- |
| Australien (ARIA)            | 8× Platin                                                              | 560.000   |
| Belgien (BRMA)               | Platin                                                                 | 30.000    |
| Brasilien (PMB)              | 3× Platin                                                              | 120.000   |
| Dänemark (IFPI)              | Platin                                                                 | 90.000    |
| Deutschland (BVMI)           | 3× Gold                                                                | 600.000   |
| Frankreich (SNEP)            | Diamant                                                                | 333.333   |
| Italien (FIMI)               | 2× Platin                                                              | 100.000   |
| Kanada (MC)                  | 5× Platin                                                              | 400.000   |
| Mexiko (AMPROFON)            | Platin                                                                 | 60.000    |
| Neuseeland (RMNZ)            | 4× Platin                                                              | 120.000   |
| Norwegen (IFPI)              | Platin                                                                 | 60.000    |
| Österreich (IFPI)            | Gold                                                                   | 15.000    |
| Polen (ZPAV)                 | 3× Platin                                                              | 60.000    |
| Portugal (AFP)               | Gold                                                                   | 5.000     |
| Schweden (IFPI)              | 2× Platin                                                              | 160.000   |
| Schweiz (IFPI)               | 3× Platin                                                              | 60.000    |
| Spanien (Promusicae)         | Platin                                                                 | 60.000    |
| Vereinigte Staaten (RIAA)    | Platin                                                                 | 1.000.000 |
| Vereinigtes Königreich (BPI) | 3× Platin                                                              | 1.800.000 |
| Insgesamt                    | 3× Gold · 40× Platin · 1× Diamant ·                                    | 5.633.333 |

### Beautiful Trauma
| Land/Region                  | Auszeichnungen für Musikverkäufe (Land/Region, Auszeichnung, Verkäufe) | Verkäufe  |
| ---------------------------- | ---------------------------------------------------------------------- | --------- |
| Australien (ARIA)            | 3× Platin                                                              | 210.000   |
| Brasilien (PMB)              | Gold                                                                   | 20.000    |
| Dänemark (IFPI)              | Platin                                                                 | 90.000    |
| Kanada (MC)                  | 2× Platin                                                              | 160.000   |
| Neuseeland (RMNZ)            | Platin                                                                 | 30.000    |
| Polen (ZPAV)                 | Platin                                                                 | 20.000    |
| Schweiz (IFPI)               | Gold                                                                   | 10.000    |
| Vereinigtes Königreich (BPI) | Platin                                                                 | 600.000   |
| Insgesamt                    | 2× Gold · 9× Platin ·                                                  | 1.140.000 |

### Whatever You Want
| Land/Region       | Auszeichnungen für Musikverkäufe (Land/Region, Auszeichnung, Verkäufe) | Verkäufe |
| ----------------- | ---------------------------------------------------------------------- | -------- |
| Australien (ARIA) | Gold                                                                   | 35.000   |
| Neuseeland (RMNZ) | Gold                                                                   | 15.000   |
| Insgesamt         | 2× Gold ·                                                              | 50.000   |

### Secrets
| Land/Region       | Auszeichnungen für Musikverkäufe (Land/Region, Auszeichnung, Verkäufe) | Verkäufe |
| ----------------- | ---------------------------------------------------------------------- | -------- |
| Australien (ARIA) | Gold                                                                   | 35.000   |
| Neuseeland (RMNZ) | Gold                                                                   | 15.000   |
| Insgesamt         | 2× Gold ·                                                              | 50.000   |

### A Million Dreams
| Land/Region                  | Auszeichnungen für Musikverkäufe (Land/Region, Auszeichnung, Verkäufe) | Verkäufe  |
| ---------------------------- | ---------------------------------------------------------------------- | --------- |
| Australien (ARIA)            | Gold                                                                   | 35.000    |
| Neuseeland (RMNZ)            | Gold                                                                   | 15.000    |
| Vereinigte Staaten (RIAA)    | Platin                                                                 | 1.000.000 |
| Vereinigtes Königreich (BPI) | Platin                                                                 | 600.000   |
| Insgesamt                    | 2× Gold · 2× Platin ·                                                  | 1.650.000 |

### Walk Me Home
| Land/Region                  | Auszeichnungen für Musikverkäufe (Land/Region, Auszeichnung, Verkäufe) | Verkäufe  |
| ---------------------------- | ---------------------------------------------------------------------- | --------- |
| Australien (ARIA)            | 4× Platin                                                              | 280.000   |
| Brasilien (PMB)              | Platin                                                                 | 40.000    |
| Dänemark (IFPI)              | Platin                                                                 | 90.000    |
| Deutschland (BVMI)           | Gold                                                                   | 200.000   |
| Frankreich (SNEP)            | Gold                                                                   | 100.000   |
| Kanada (MC)                  | 3× Platin                                                              | 240.000   |
| Neuseeland (RMNZ)            | 2× Platin                                                              | 60.000    |
| Norwegen (IFPI)              | Gold                                                                   | 30.000    |
| Polen (ZPAV)                 | Platin                                                                 | 20.000    |
| Schweden (IFPI)              | Gold                                                                   | 40.000    |
| Schweiz (IFPI)               | Gold                                                                   | 10.000    |
| Vereinigte Staaten (RIAA)    | Platin                                                                 | 1.000.000 |
| Vereinigtes Königreich (BPI) | Platin                                                                 | 793.000   |
| Insgesamt                    | 5× Gold · 14× Platin ·                                                 | 2.903.000 |

### Hustle
| Land/Region       | Auszeichnungen für Musikverkäufe (Land/Region, Auszeichnung, Verkäufe) | Verkäufe |
| ----------------- | ---------------------------------------------------------------------- | -------- |
| Australien (ARIA) | Gold                                                                   | 35.000   |
| Insgesamt         | 1× Gold ·                                                              | 35.000   |

### Can We Pretend
| Land/Region                  | Auszeichnungen für Musikverkäufe (Land/Region, Auszeichnung, Verkäufe) | Verkäufe |
| ---------------------------- | ---------------------------------------------------------------------- | -------- |
| Australien (ARIA)            | Platin                                                                 | 70.000   |
| Brasilien (PMB)              | Gold                                                                   | 20.000   |
| Kanada (MC)                  | Gold                                                                   | 40.000   |
| Neuseeland (RMNZ)            | Gold                                                                   | 15.000   |
| Vereinigtes Königreich (BPI) | Silber                                                                 | 200.000  |
| Insgesamt                    | 1× Silber · 3× Gold · 1× Platin ·                                      | 345.000  |

### Hurts 2B Human
| Land/Region                  | Auszeichnungen für Musikverkäufe (Land/Region, Auszeichnung, Verkäufe) | Verkäufe |
| ---------------------------- | ---------------------------------------------------------------------- | -------- |
| Australien (ARIA)            | Platin                                                                 | 70.000   |
| Brasilien (PMB)              | Gold                                                                   | 20.000   |
| Neuseeland (RMNZ)            | Gold                                                                   | 15.000   |
| Vereinigtes Königreich (BPI) | Silber                                                                 | 200.000  |
| Insgesamt                    | 1× Silber · 2× Gold · 1× Platin ·                                      | 305.000  |

### Love Me Anyway
| Land/Region       | Auszeichnungen für Musikverkäufe (Land/Region, Auszeichnung, Verkäufe) | Verkäufe |
| ----------------- | ---------------------------------------------------------------------- | -------- |
| Australien (ARIA) | Gold                                                                   | 35.000   |
| Kanada (MC)       | Gold                                                                   | 40.000   |
| Insgesamt         | 2× Gold ·                                                              | 75.000   |

### One Too Many
| Land/Region                  | Auszeichnungen für Musikverkäufe (Land/Region, Auszeichnung, Verkäufe) | Verkäufe  |
| ---------------------------- | ---------------------------------------------------------------------- | --------- |
| Australien (ARIA)            | 5× Platin                                                              | 350.000   |
| Dänemark (IFPI)              | Gold                                                                   | 45.000    |
| Kanada (MC)                  | Platin                                                                 | 80.000    |
| Neuseeland (RMNZ)            | Platin                                                                 | 30.000    |
| Vereinigte Staaten (RIAA)    | Platin                                                                 | 1.000.000 |
| Vereinigtes Königreich (BPI) | Gold                                                                   | 400.000   |
| Insgesamt                    | 2× Gold · 8× Platin ·                                                  | 1.905.000 |

### Cover Me in Sunshine
| Land/Region                  | Auszeichnungen für Musikverkäufe (Land/Region, Auszeichnung, Verkäufe) | Verkäufe  |
| ---------------------------- | ---------------------------------------------------------------------- | --------- |
| Australien (ARIA)            | 4× Platin                                                              | 280.000   |
| Belgien (BRMA)               | Platin                                                                 | 40.000    |
| Dänemark (IFPI)              | Platin                                                                 | 90.000    |
| Deutschland (BVMI)           | Platin                                                                 | 400.000   |
| Frankreich (SNEP)            | Diamant                                                                | 333.333   |
| Kanada (MC)                  | 2× Platin                                                              | 160.000   |
| Neuseeland (RMNZ)            | 2× Platin                                                              | 60.000    |
| Österreich (IFPI)            | Platin                                                                 | 30.000    |
| Schweden (IFPI)              | 2× Platin                                                              | 160.000   |
| Schweiz (IFPI)               | Platin                                                                 | 20.000    |
| Vereinigtes Königreich (BPI) | Gold                                                                   | 400.000   |
| Insgesamt                    | 1× Gold · 15× Platin · 1× Diamant ·                                    | 1.973.333 |

### Anywhere Away From Here
| Land/Region                  | Auszeichnungen für Musikverkäufe (Land/Region, Auszeichnung, Verkäufe) | Verkäufe |
| ---------------------------- | ---------------------------------------------------------------------- | -------- |
| Vereinigtes Königreich (BPI) | Platin                                                                 | 600.000  |
| Insgesamt                    | 1× Platin ·                                                            | 600.000  |

### All I Know So Far
| Land/Region                  | Auszeichnungen für Musikverkäufe (Land/Region, Auszeichnung, Verkäufe) | Verkäufe |
| ---------------------------- | ---------------------------------------------------------------------- | -------- |
| Australien (ARIA)            | Platin                                                                 | 70.000   |
| Kanada (MC)                  | Platin                                                                 | 80.000   |
| Neuseeland (RMNZ)            | Gold                                                                   | 15.000   |
| Vereinigtes Königreich (BPI) | Gold                                                                   | 400.000  |
| Insgesamt                    | 2× Gold · 2× Platin ·                                                  | 565.000  |

### Never Gonna Not Dance Again
| Land/Region                  | Auszeichnungen für Musikverkäufe (Land/Region, Auszeichnung, Verkäufe) | Verkäufe |
| ---------------------------- | ---------------------------------------------------------------------- | -------- |
| Australien (ARIA)            | Gold                                                                   | 35.000   |
| Belgien (BRMA)               | Gold                                                                   | 20.000   |
| Dänemark (IFPI)              | Gold                                                                   | 45.000   |
| Kanada (MC)                  | Platin                                                                 | 80.000   |
| Neuseeland (RMNZ)            | Gold                                                                   | 15.000   |
| Schweiz (IFPI)               | Gold                                                                   | 10.000   |
| Vereinigtes Königreich (BPI) | Gold                                                                   | 400.000  |
| Insgesamt                    | 6× Gold · 1× Platin ·                                                  | 605.000  |

### Trustfall
| Land/Region                  | Auszeichnungen für Musikverkäufe (Land/Region, Auszeichnung, Verkäufe) | Verkäufe  |
| ---------------------------- | ---------------------------------------------------------------------- | --------- |
| Australien (ARIA)            | Gold                                                                   | 35.000    |
| Belgien (BRMA)               | Gold                                                                   | 20.000    |
| Deutschland (BVMI)           | Gold                                                                   | 300.000   |
| Frankreich (SNEP)            | Platin                                                                 | 200.000   |
| Kanada (MC)                  | Platin                                                                 | 80.000    |
| Neuseeland (RMNZ)            | Platin                                                                 | 30.000    |
| Polen (ZPAV)                 | 2× Platin                                                              | 100.000   |
| Schweiz (IFPI)               | Platin                                                                 | 20.000    |
| Ungarn (MAHASZ)              | Gold                                                                   | 2.000     |
| Vereinigtes Königreich (BPI) | Platin                                                                 | 600.000   |
| Insgesamt                    | 4× Gold · 7× Platin ·                                                  | 1.387.000 |

### When I Get There
| Land/Region                  | Auszeichnungen für Musikverkäufe (Land/Region, Auszeichnung, Verkäufe) | Verkäufe |
| ---------------------------- | ---------------------------------------------------------------------- | -------- |
| Vereinigtes Königreich (BPI) | Silber                                                                 | 200.000  |
| Insgesamt                    | 1× Silber ·                                                            | 200.000  |

### All Out of Fight
| Land/Region       | Auszeichnungen für Musikverkäufe (Land/Region, Auszeichnung, Verkäufe) | Verkäufe |
| ----------------- | ---------------------------------------------------------------------- | -------- |
| Frankreich (SNEP) | Gold                                                                   | 100.000  |
| Insgesamt         | 1× Gold ·                                                              | 100.000  |

## Auszeichnungen nach Liedern

### Won’t Back Down
| Land/Region                  | Auszeichnungen für Musikverkäufe (Land/Region, Auszeichnung, Verkäufe) | Verkäufe  |
| ---------------------------- | ---------------------------------------------------------------------- | --------- |
| Australien (ARIA)            | Gold                                                                   | 35.000    |
| Vereinigte Staaten (RIAA)    | Platin                                                                 | 1.000.000 |
| Vereinigtes Königreich (BPI) | Silber                                                                 | 200.000   |
| Insgesamt                    | 1× Silber · 1× Gold · 1× Platin ·                                      | 1.235.000 |

### Slut Like You
| Land/Region       | Auszeichnungen für Musikverkäufe (Land/Region, Auszeichnung, Verkäufe) | Verkäufe |
| ----------------- | ---------------------------------------------------------------------- | -------- |
| Australien (ARIA) | Gold                                                                   | 35.000   |
| Insgesamt         | 1× Gold ·                                                              | 35.000   |

### Barbies
| Land/Region       | Auszeichnungen für Musikverkäufe (Land/Region, Auszeichnung, Verkäufe) | Verkäufe |
| ----------------- | ---------------------------------------------------------------------- | -------- |
| Australien (ARIA) | Gold                                                                   | 35.000   |
| Insgesamt         | 1× Gold ·                                                              | 35.000   |

### But We Lost It
| Land/Region       | Auszeichnungen für Musikverkäufe (Land/Region, Auszeichnung, Verkäufe) | Verkäufe |
| ----------------- | ---------------------------------------------------------------------- | -------- |
| Australien (ARIA) | Gold                                                                   | 35.000   |
| Insgesamt         | 1× Gold ·                                                              | 35.000   |

### I Am Here
| Land/Region       | Auszeichnungen für Musikverkäufe (Land/Region, Auszeichnung, Verkäufe) | Verkäufe |
| ----------------- | ---------------------------------------------------------------------- | -------- |
| Australien (ARIA) | Gold                                                                   | 35.000   |
| Insgesamt         | 1× Gold ·                                                              | 35.000   |

### Revenge
| Land/Region                  | Auszeichnungen für Musikverkäufe (Land/Region, Auszeichnung, Verkäufe) | Verkäufe |
| ---------------------------- | ---------------------------------------------------------------------- | -------- |
| Australien (ARIA)            | Platin                                                                 | 70.000   |
| Kanada (MC)                  | Gold                                                                   | 40.000   |
| Neuseeland (RMNZ)            | Platin                                                                 | 30.000   |
| Vereinigtes Königreich (BPI) | Silber                                                                 | 200.000  |
| Insgesamt                    | 1× Silber · 1× Gold · 2× Platin ·                                      | 340.000  |

### Where We Go
| Land/Region       | Auszeichnungen für Musikverkäufe (Land/Region, Auszeichnung, Verkäufe) | Verkäufe |
| ----------------- | ---------------------------------------------------------------------- | -------- |
| Australien (ARIA) | Gold                                                                   | 35.000   |
| Insgesamt         | 1× Gold ·                                                              | 35.000   |

### Wild Hearts Can’t Be Broken
| Land/Region       | Auszeichnungen für Musikverkäufe (Land/Region, Auszeichnung, Verkäufe) | Verkäufe |
| ----------------- | ---------------------------------------------------------------------- | -------- |
| Australien (ARIA) | Gold                                                                   | 35.000   |
| Insgesamt         | 1× Gold ·                                                              | 35.000   |

## Auszeichnungen nach Autorenbeteiligungen

### Whataya Want from Me(Adam Lambert)
| Land/Region               | Auszeichnungen für Musikverkäufe (Land/Region, Auszeichnung, Verkäufe) | Verkäufe  |
| ------------------------- | ---------------------------------------------------------------------- | --------- |
| Australien (ARIA)         | Platin                                                                 | 70.000    |
| Dänemark (IFPI)           | Gold                                                                   | 15.000    |
| Deutschland (BVMI)        | Gold                                                                   | 150.000   |
| Finnland (IFPI)           | —                                                                      | 4.604     |
| Kanada (MC)               | 2× Platin                                                              | 80.000    |
| Neuseeland (RMNZ)         | Gold                                                                   | 7.500     |
| Schweden (IFPI)           | 2× Platin                                                              | 80.000    |
| Schweiz (IFPI)            | Gold                                                                   | 15.000    |
| Vereinigte Staaten (RIAA) | —                                                                      | 2.006.000 |
| Insgesamt                 | 4× Gold · 5× Platin ·                                                  | 2.428.104 |

## Auszeichnungen nach Musikstreamings

### Raise Your Glass
| Land/Region     | Auszeichnungen für Musikverkäufe (Land/Region, Auszeichnung, Verkäufe) | Verkäufe |
| --------------- | ---------------------------------------------------------------------- | -------- |
| Dänemark (IFPI) | Gold                                                                   | 50.000   |
| Insgesamt       | 1× Gold ·                                                              | 50.000   |

### F**kin’ Perfect
| Land/Region     | Auszeichnungen für Musikverkäufe (Land/Region, Auszeichnung, Verkäufe) | Verkäufe |
| --------------- | ---------------------------------------------------------------------- | -------- |
| Dänemark (IFPI) | Gold                                                                   | 50.000   |
| Insgesamt       | 1× Gold ·                                                              | 50.000   |

### Blow Me (One Last Kiss)
| Land/Region     | Auszeichnungen für Musikverkäufe (Land/Region, Auszeichnung, Verkäufe) | Verkäufe |
| --------------- | ---------------------------------------------------------------------- | -------- |
| Dänemark (IFPI) | Gold                                                                   | 900.000  |
| Insgesamt       | 1× Gold ·                                                              | 900.000  |

### Try
| Land/Region     | Auszeichnungen für Musikverkäufe (Land/Region, Auszeichnung, Verkäufe) | Verkäufe  |
| --------------- | ---------------------------------------------------------------------- | --------- |
| Dänemark (IFPI) | Platin                                                                 | 1.800.000 |
| Insgesamt       | 1× Platin ·                                                            | 1.800.000 |

### Just Give Me a Reason
| Land/Region          | Auszeichnungen für Musikverkäufe (Land/Region, Auszeichnung, Verkäufe) | Verkäufe  |
| -------------------- | ---------------------------------------------------------------------- | --------- |
| Dänemark (IFPI)      | 3× Platin                                                              | 5.400.000 |
| Spanien (Promusicae) | Gold                                                                   | 4.000.000 |
| Insgesamt            | 1× Gold · 3× Platin ·                                                  | 9.400.000 |

### True Love
| Land/Region     | Auszeichnungen für Musikverkäufe (Land/Region, Auszeichnung, Verkäufe) | Verkäufe |
| --------------- | ---------------------------------------------------------------------- | -------- |
| Dänemark (IFPI) | Gold                                                                   | 900.000  |
| Insgesamt       | 1× Gold ·                                                              | 900.000  |

## Auszeichnungen nach Videoalben

### Family Portrait / Don’t Let Me Get Me
| Land/Region               | Auszeichnungen für Musikverkäufe (Land/Region, Auszeichnung, Verkäufe) | Verkäufe |
| ------------------------- | ---------------------------------------------------------------------- | -------- |
| Vereinigte Staaten (RIAA) | Gold                                                                   | 25.000   |
| Insgesamt                 | 1× Gold ·                                                              | 25.000   |

### Pink: Live in Europe
| Land/Region                  | Auszeichnungen für Musikverkäufe (Land/Region, Auszeichnung, Verkäufe) | Verkäufe |
| ---------------------------- | ---------------------------------------------------------------------- | -------- |
| Australien (ARIA)            | 11× Platin                                                             | 165.000  |
| Deutschland (BVMI)           | 3× Gold                                                                | 75.000   |
| Österreich (IFPI)            | Gold                                                                   | 5.000    |
| Vereinigte Staaten (RIAA)    | Gold                                                                   | 50.000   |
| Vereinigtes Königreich (BPI) | Platin                                                                 | 50.000   |
| Insgesamt                    | 3× Gold · 13× Platin ·                                                 | 345.000  |

### Pink: Live from Wembley Arena
| Land/Region                  | Auszeichnungen für Musikverkäufe (Land/Region, Auszeichnung, Verkäufe) | Verkäufe |
| ---------------------------- | ---------------------------------------------------------------------- | -------- |
| Australien (ARIA)            | 16× Platin                                                             | 240.000  |
| Deutschland (BVMI)           | 2× Platin                                                              | 100.000  |
| Frankreich (SNEP)            | Gold                                                                   | 10.000   |
| Neuseeland (RMNZ)            | Gold                                                                   | 2.500    |
| Vereinigtes Königreich (BPI) | Platin                                                                 | 50.000   |
| Insgesamt                    | 2× Gold · 19× Platin ·                                                 | 402.500  |

### Pink: Funhouse Live in Australia
| Land/Region                  | Auszeichnungen für Musikverkäufe (Land/Region, Auszeichnung, Verkäufe) | Verkäufe |
| ---------------------------- | ---------------------------------------------------------------------- | -------- |
| Australien (ARIA)            | 32× Platin                                                             | 480.000  |
| Deutschland (BVMI)           | 5× Gold                                                                | 125.000  |
| Frankreich (SNEP)            | Platin                                                                 | 20.000   |
| Neuseeland (RMNZ)            | Platin                                                                 | 5.000    |
| Vereinigte Staaten (RIAA)    | Gold                                                                   | 50.000   |
| Vereinigtes Königreich (BPI) | Platin                                                                 | 50.000   |
| Insgesamt                    | 2× Gold · 37× Platin ·                                                 | 730.000  |

### Greatest Hits… So Far!!!
| Land/Region       | Auszeichnungen für Musikverkäufe (Land/Region, Auszeichnung, Verkäufe) | Verkäufe |
| ----------------- | ---------------------------------------------------------------------- | -------- |
| Australien (ARIA) | 2× Platin                                                              | 30.000   |
| Insgesamt         | 2× Platin ·                                                            | 30.000   |

### Pink: The Truth About Love Tour: Live from Melbourne
| Land/Region                  | Auszeichnungen für Musikverkäufe (Land/Region, Auszeichnung, Verkäufe) | Verkäufe |
| ---------------------------- | ---------------------------------------------------------------------- | -------- |
| Australien (ARIA)            | 16× Platin                                                             | 240.000  |
| Deutschland (BVMI)           | Gold                                                                   | 25.000   |
| Frankreich (SNEP)            | Platin                                                                 | 20.000   |
| Vereinigtes Königreich (BPI) | Gold                                                                   | 25.000   |
| Insgesamt                    | 2× Gold · 17× Platin ·                                                 | 310.000  |

## Statistik und Quellen
| Land/RegionAuszeichnungen für Musikverkäufe (Land/Region, Auszeichnungen, Verkäufe, Quellen) | Silber       | Gold         | Platin         | Diamant     | Verkäufe    | Quellen                                                   |
| -------------------------------------------------------------------------------------------- | ------------ | ------------ | -------------- | ----------- | ----------- | --------------------------------------------------------- |
| Argentinien (CAPIF)                                                                          | —            | Gold1        | —              | —           | 20.000      | capif.org.ar                                              |
| Australien (ARIA)                                                                            | —            | 25× Gold25   | 274× Platin274 | —           | 15.750.000  | aria.com.au                                               |
| Belgien (BRMA)                                                                               | —            | 8× Gold8     | 6× Platin6     | —           | 385.000     | ultratop.be                                               |
| Brasilien (PMB)                                                                              | —            | 12× Gold12   | 10× Platin10   | 3× Diamant3 | 1.560.000   | pro-musicabr.org.br BR2                                   |
| Dänemark (IFPI)                                                                              | —            | 18× Gold18   | 18× Platin18   | —           | 1.044.000   | ifpi.dk                                                   |
| Deutschland (BVMI)                                                                           | —            | 21× Gold21   | 27× Platin27   | —           | 8.975.000   | musikindustrie.de                                         |
| Europa (IFPI)                                                                                | —            | —            | 6× Platin6     | —           | (6.000.000) | ifpi.org (Memento vom 1. Januar 2014 im Internet Archive) |
| Finnland (IFPI)                                                                              | —            | 6× Gold6     | Platin1        | —           | 135.046     | ifpi.fi                                                   |
| Frankreich (SNEP)                                                                            | Silber1      | 11× Gold11   | 7× Platin7     | 2× Diamant2 | 2.447.366   | infodisc.fr snepmusique.com FR3                           |
| Golf-Kooperationsrat (IFPI)                                                                  | —            | Gold1        | —              | —           | 3.000       | ifpi.org                                                  |
| Griechenland (IFPI)                                                                          | —            | Gold1        | —              | —           | 10.000      | Einzelnachweise                                           |
| Irland (IRMA)                                                                                | —            | —            | 9× Platin9     | —           | 135.000     | irishcharts.ie                                            |
| Italien (FIMI)                                                                               | —            | 5× Gold5     | 11× Platin11   | —           | 530.000     | fimi.it                                                   |
| Japan (RIAJ)                                                                                 | —            | 2× Gold2     | Platin1        | —           | 400.000     | riaj.or.jp JP2                                            |
| Kanada (MC)                                                                                  | —            | 8× Gold8     | 80× Platin80   | Diamant1    | 7.610.000   | musiccanada.com                                           |
| Kroatien (HDU)                                                                               | Silber1      | —            | —              | —           | 3.000       | hgu.hr                                                    |
| Mexiko (AMPROFON)                                                                            | —            | 5× Gold5     | 10× Platin10   | —           | 750.000     | amprofon.com.mx                                           |
| Neuseeland (RMNZ)                                                                            | —            | 18× Gold18   | 71× Platin71   | —           | 1.797.500   | aotearoamusiccharts.co.nz NZ2 NZ3 NZ4                     |
| Niederlande (NVPI)                                                                           | —            | Gold1        | 4× Platin4     | —           | 275.000     | nvpi.nl                                                   |
| Norwegen (IFPI)                                                                              | —            | 4× Gold4     | 6× Platin6     | —           | 240.000     | ifpi.no NO2                                               |
| Österreich (IFPI)                                                                            | —            | 12× Gold12   | 11× Platin11   | —           | 472.500     | ifpi.at AT2                                               |
| Polen (ZPAV)                                                                                 | —            | 4× Gold4     | 11× Platin11   | —           | 360.000     | olis.pl                                                   |
| Portugal (AFP)                                                                               | —            | 2× Gold2     | Platin1        | —           | 20.000      | Einzelnachweise                                           |
| Russland (NFPF)                                                                              | —            | Gold1        | 3× Platin3     | —           | 70.000      | 2m-online.ru                                              |
| Schweden (IFPI)                                                                              | —            | 8× Gold8     | 16× Platin16   | —           | 1.015.000   | sverigetopplistan.se                                      |
| Schweiz (IFPI)                                                                               | —            | 13× Gold13   | 20× Platin20   | —           | 750.000     | hitparade.ch CH2 CH3                                      |
| Spanien (Promusicae)                                                                         | —            | 4× Gold4     | 4× Platin4     | —           | 340.000     | elportaldemusica.es ES2                                   |
| Südafrika (RISA)                                                                             | —            | —            | Platin1        | —           | 40.000      | Einzelnachweise                                           |
| Ungarn (MAHASZ)                                                                              | —            | 5× Gold5     | Platin1        | —           | 27.000      | slagerlistak.hu                                           |
| Vereinigte Staaten (RIAA)                                                                    | —            | 6× Gold6     | 36× Platin36   | —           | 52.548.000  | riaa.com                                                  |
| Vereinigtes Königreich (BPI)                                                                 | 11× Silber11 | 13× Gold13   | 56× Platin56   | —           | 31.420.000  | bpi.co.uk                                                 |
| Insgesamt                                                                                    | 13× Silber13 | 215× Gold215 | 701× Platin701 | 6× Diamant6 |             |                                                           |